# 原始波羅的-斯拉夫語
原始波羅的-斯拉夫語（英語：Proto-Balto-Slavic）是一種重建的原始語，其本身由原始印歐語發展而來。由原始波羅的-斯拉夫語發展而來，在晚期的波羅的-斯拉夫語演化為兩個分支，波羅的語族以及斯拉夫語族，而現代波羅的-斯拉夫語包括立陶宛語、波蘭語、俄羅斯語與塞爾維亞-克羅地亞語等等。
與其他大多數的原始語一樣，原始波羅的-斯拉夫語並沒有被任何殘存的文獻所證實，而是以比較法進行重建。波羅的語和斯拉夫語在音韻學、構詞學和重音學中有許多相同語言特徵，這代表了它們一起從原始印歐的時代中演化而來，並且能夠按時間順序排列。

## 音韻學

### 輔音
原始印歐語中的送氣濁塞音在原始波羅的-斯拉夫語變為不送氣輔音。塞音不再區分硬音(強輔音)與送氣音，但有區分清音與濁音。然而，幾個新的硬齶音（齒齦後音）發展了出來: 由於Ruki音變定律，導致早期的硬齶塞音變成*ś和*ź，而且*s演變成*š。
| 輔音 | 唇音 | 舌冠音 | 硬齶音 | 軟齶音 |
| ---- | ---- | ------ | ------ | ------ |
| 鼻音 | m    | n      |        |        |
| 塞音 | p b  | t d    |        | k g    |
| 擦音 |      | s (z)  | ś與š ź |        |
| 顫音 |      | r      |        |        |
| 邊音 |      | l      |        |        |
| 近音 | w    |        | j      |        |

- 在原始波羅的-斯拉夫語中，[z]是位於濁音前/s/的同位音。

### 元音
原始波羅的-斯拉夫語保留了許多晚期的原始印歐語元音系統。短母音 *o已合併為*a, 並且較早的 *eu 演變為*jau。
|    | 短 | 短 | 長 | 長 | 雙 | 雙 |
| 前 | 後 | 前 | 後 | 前 | 後 |    |
| -- | -- | -- | -- | -- | -- | -- |
| 閉 | i  | u  | ī  | ū  |    |    |
| 中 | e  |    | ē  | ō  | ei |    |
| 開 |    | a  |    | ā  | ai | au |

原始波羅的-斯拉夫語還擁有「響音雙元音（sonorant diphthong）」，由短元音後接*l、*m、*n或*r所組成。
它們是傳承自原始印歐語，並從原始印歐語中成音節的響音重新形成。雖然不是傳統意義上的雙元音，但在原始波羅的-斯拉夫語中，響音雙元音的表現像是單音節核，而且可以帶有像長元音和一般雙元音一樣的銳音。
|    | -l | -m | -n | -r |
| -- | -- | -- | -- | -- |
| a- | al | am | an | ar |
| e- | el | em | en | er |
| i- | il | im | in | ir |
| u- | ul | um | un | ur |

## 從原始印歐語以來的變化
奧地利籍波羅的-斯拉夫語研究者Georg Holzer重建了50個波羅的-斯拉夫語語音變化的相對時間順序，從原始波羅的-斯拉夫語到其現代的派生语言，但只提及音韻學，不包含重音結構。
然而，只有前12個是在共同波羅的-斯拉夫語之中且與本文相關（只有Winter's 定律是一個獨特的共同變化）：
1. RUKI定律（英语：RUKI law）：在*r、*u、*k或*i 的後方，*s >*š。
2. 在非詞首的音節之中，輔音之間的喉輔音已經消失。
3. Winter's 定律（英语：Winter's law）：當短元音後接不送氣濁塞音，短元音會被加長（在某些說法中，只有閉音節會出現此現象）。
4. *o > *a。
5. 送氣濁塞音變成不送氣，並與普通濁塞音合併。
6. 唇軟顎塞音不再唇音化，並與普通軟齶音合併。
7. 噝音化（英语：Satemization）: *ḱ、*ǵ > *ś、*ź。
8. *ewV > *awV。
9. *i（有時*u 也是）被插入到音節響音之前，創造新的流音雙元音（liquid diphthong）。
10. 在詞首*wl、*wr > *l、*r。

## 構詞學
原始波羅的-斯拉夫語保留了許多原始印歐語的語法特徵。

### 重音系統
原始印歐語的重音在波羅的-斯拉夫語完全重造，並對其現代派生語言的重音系統產生了深遠的影響。重音系統的發展取決於幾個精細的因素，包括音節長度，喉輔音是否在音節尾端，以及原始印歐語中揚音（ictus）的位置等等。對於波羅的-斯拉夫語重音系統發展的確切細節，波羅的-斯拉夫語研究者之間仍未達成共識。現代所有的研究都以Stang（1957年）的開創性研究作為基礎，該研究基本上建立了波羅的-斯拉語中的比較重音學領域。然而，許多定律和相關對應已經被發現，而且現在被大多數研究者確信是正確的，即使具體細節有時仍然存在爭議。
早期的波羅的-斯拉夫語保留了一個簡單的重音，其中只有重音的位置是有辨義作用（對立）的，音高則沒有。銳音音區最初只不過是在某些音節上的一個發音特徵，而且它的出現可能不受重音位置的影響。然而，銳音會引發語音變化，連帶影響重音的位置。例如，根據Hirt 定律，重音傾向於向左移動到具有銳音的音節上。
在重音節上，晚期原始波羅的-斯拉夫語之中的銳音出現時會伴隨著有辨義作用的音高輪廓（pitch contour）。因此，在原始波羅的-斯拉夫語之中，能帶有銳音音區的任何類型的重音節，現今在音高輪廓與構音的方面上有所不同；這些重音節有上升或是下降的音高（pitch）（無論帶有銳音的重音音節是否因方言而有上升或下降的音高）。這個過程產生的聲調重音（tonal accent）在波羅的-斯拉夫語的研究中被稱為「銳重音（acute accent）」和「揚抑重音（circumflex accent）」。
具有單個短元音的音節無法帶有銳音音區（acute register），因此也在聲調上並無辨義功能（distinction）。當這種音節為重音節時，它們與與揚抑重音音節的音高輪廓相同（雖然沒有辨義功能）。這些音節可說是擁有「短重音」。
為了重建波羅的-斯拉夫的重音系統，最重要的是那些保留了聲調對立的波羅的-斯拉夫語言：像是立陶宛語、拉脫維亞語、（有可能）古普魯士語以及斯洛維尼亞和塞爾維亞-克羅埃西亞的西斯拉夫語言。然而，應當要記住，上述語言中方言的韻律系統有時與標準語言的韻律系統差異極大。例如，一些克羅埃西亞語的方言如「查方言」、以及斯拉沃尼亚的波薩維納方言「什托方言」，對於波羅的-斯拉夫語的重音研究尤其重要，因為它們保留了古老和複雜的聲調重音系統，比以塞爾維亞-克羅埃西亞語（波斯尼亚语、克罗地亚语和塞爾維亞語）的現代標準語變體為基礎的新什托方言（Neoštokavian）更為古老和複雜。另一方面，許多方言已完全失去聲調的對立（像是一些卡伊方言變體，其為札格雷布的口頭非標準方言）。
源自米爾·戴波的少數派觀點，認為波羅的-斯拉夫語言的重音系統（以日耳曼語族、凱爾特語族和義大利語族的對應作為基礎）比希臘-吠陀語言更古老，因此更接近原始印歐語。